# Hăghig
Hăghig é uma comuna romena localizada no distrito de Covasna, na região histórica da Transilvânia. A comuna possui uma área de 30.18 km² e sua população era de 2211 habitantes segundo o censo de 2007.